# Kongregation von Subiaco und Montecassino

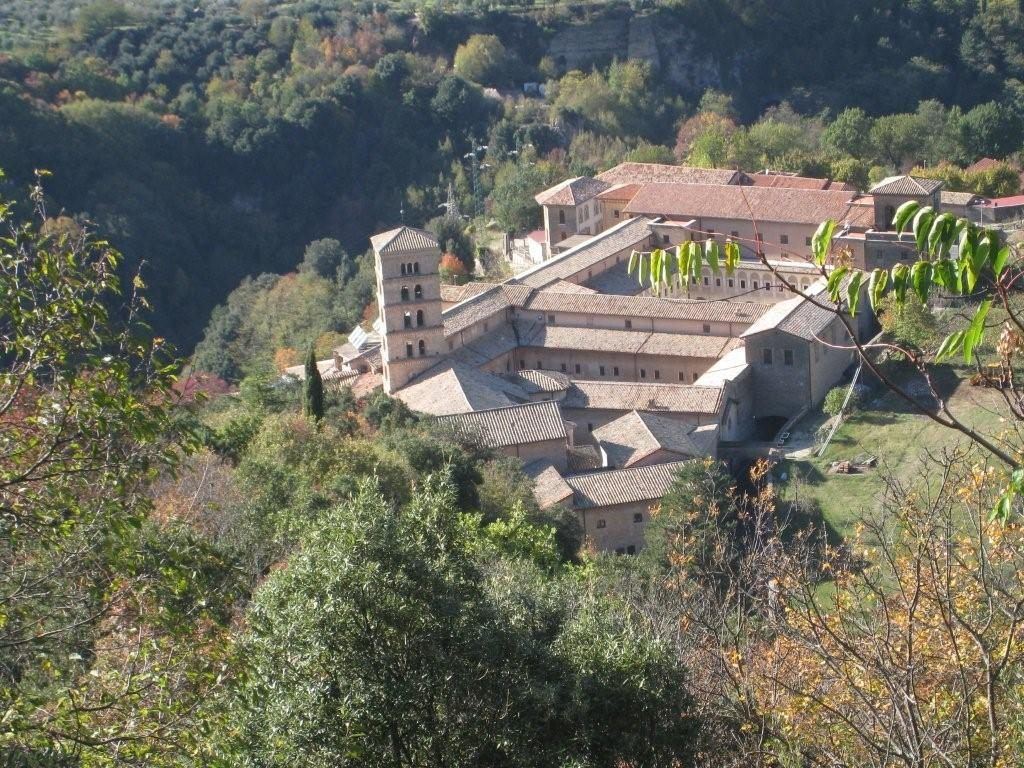
Santa Scholastika bei Subiaco, Ausgangskloster der Sublazenser Kongregation und Wirkungsstätte Casarettos

Die Kongregation von Subiaco und Montecassino oder Sublazensisch-Cassinesische Kongregation (lat. Congregatio Sublacensis Cassinensis O.S.B.) ist eine Kongregation der Benediktinischen Konföderation. 1872 trennte sich die Kongregation von Subiaco, auch als Sublanzenser Kongregation bekannt, von der Cassinensischen Kongregation. Seit 2013 sind sie wiedervereinigt.

## Geschichte

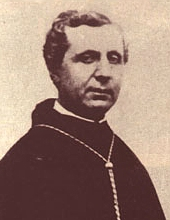
Dom Pietro Casaretto (1810–1878), Gründer und 1. Generalabt der Sublazenser Kongregation

### Vorgeschichte
Die Gründung der Kongregation von Subiaco geht auf Pietro Casaretto (1810–1878) zurück. Casaretto war bereits in jungen Jahren in die Abtei Santa Maria del Monte bei Cesena eingetreten, die zur Cassinensischen Kongregation gehörte. 1842 bekam Casaretto den Auftrag, die Besitzrechte des Ordens an einer ehemals von cassinensischen Benediktinern betreuten Pfarre in Pegli bei Genua durch seine Anwesenheit aufrechtzuerhalten. Casaretto willigte ein, erbat sich jedoch die Genehmigung, mit anderen Mönchen dort eine Benediktinergemeinschaft zu gründen. Am 6. November stimmte die Bischofskonferenz dem Ansinnen zu und ernannte Casaretto zum „Verwalterprior der Priorei von Pegli“ und genehmigte mit Schreiben vom 12. Dezember die Einrichtung eines eigenen Noviziats. Die große Linie, die Casaretto für seine kleine Priorei vorschwebte, war bereits in diesem offiziellen Dokument vermerkt: „Die vollkommene Gemeinschaft, das strikte Befolgen der Observanz des Cassinensischen Benediktinischen Instituts“ und in dieser Form war der Plan auch durch die Cassinensische Kongregation genehmigt. Eine Lebensordnung für die Priorei stellte Casaretto in 18 Artikeln zusammen.
Während seiner Zeit in Pegli arbeitete Casaretto bereits an einem Plan, Mönche zu Missionaren auszubilden. 1846 bekam er vom Heiligen Stuhl die Genehmigung, eine Missionsschule für Mönche in San Giuliano einzurichten. Die Schule wurde später nach Subiaco verlegt.

### Die Subiaco-Provinz
1850 berief ihn der Papst als Abt ans Kloster Santa Scholastica in Subiaco. Aus Genua brachte er nicht nur eine multinationale Gruppe von 15 Novizen, sondern auch die Idee einer „neuen Observanz“ mit, die unter anderem den persönlichen Besitz von Geld ausschloss und dem Mönch nur ein absolutes Minimum an persönlichem Besitz gestattete und – noch vor der Verkündigung als Dogma im Jahr 1854 – eine besondere Hingabe an die Unbefleckte Empfängnis forderte. Jedes Jahr am 8. Dezember mussten sich die Mönche seines Klosters aufs Neue verpflichten, sich dem vollkommenen Gemeinschaftsleben (perfetta vita comune) zu weihen.
Casarettos Traum, eine eigene Provinz innerhalb der Cassinensischen Kongregation zu bilden, wurde 1851 wahr, als der Heilige Stuhl am 28. Mai die Bildung der „Subiaco-Provinz“ verkündete.

### Die neue Kongregation
Am 8. Mai 1852 wählte ihn das Generalkapitel des Cassinensischen Kongregation zum Abtpräses, ein Amt, das er bis 1858 innehatte. Ab 1858 widmete er sich wieder verstärkt seiner Provinz Subiaco. In dieser Zeit reifte sein Entschluss, eine neue Kongregation zu gründen. Nach einem Treffen mit den Äbten der Klöster in der Subiaco-Provinz bat er den Heiligen Stuhl in Rom offiziell um die Genehmigung der neuen Kongregation und ihrer Statuten. Das Gesuch wurde am 5. August 1867 bewilligt, zunächst für eine Probezeit von zehn Jahren und mit dem Titel „Congregationis Casinensis a primaeva observantia“ (Cassinenser Kongregation von der ursprünglichen Observanz). Casaretto wurde zum ersten Generalabt ernannt.
Erst mit der Anerkennung als eigene Kongregation am 9. März 1872 löste sich die neue Bewegung von der Cassinensischen Kongregation. Die administrative Aufteilung in Provinzen orientierte sich an den Ländern, in denen die Klöster beheimatet waren.

### Zweites Vatikanisches Konzil
Als direkte Folge des Zweiten Vatikanischen Konzils wurden zwei Grundsätze in die Statuten der Kongregation aufgenommen – der Pluralismus der Observanz auf der Ebene der Klöster und Provinzen und das Subsidiaritätsprinzip auf der Leitungsebene. Damit wurde vor allem der internationalen Ausrichtung der Kongregation Rechnung getragen.

## Die Kongregation heute
Im Jahr 2013 wurden die Sublazenser Kongregation und die Cassinensische Kongregation wieder vereint. Die neue Kongregation von Subiaco und Monte Cassino (ital. Congregazione Sublacense Cassinese) ist der zahlenmäßig und geographisch größte monastische Klosterverband der Benediktinischen Konföderation.
Im Jahr 2024 gehören der Kongregation in ihren acht Provinzen zusammen 66 selbstständige Klöster an (Abteien und Konventualpriorate), hinzu kommen zwölf abhängige Häuser. Die Klöster der Kongregation befinden sich in 24 Ländern in allen fünf Erdteilen. 2024 besteht die Kongregation aus 1176 Mönchen. Außerdem sind 45 Frauenklöster der Kongregation assoziiert. Sitz der Generalkurie der Kongregation ist Sant’Ambrogio in Rom. Einziges Kloster der Kongregation im deutschsprachigen Raum ist die Abtei Kornelimünster in Aachen.
Das letzte Generalkapitel der Sublazensisch-Cassinesischen Kongregation fand im Jahr 2024 statt. Aktueller Abtpräses seit 2024 ist Ignasi M. Fossas Colet OSB, Mönch der Abtei Montserrat. Er ist Nachfolger von Guillermo L. Arboleda Tamayo OSB, Abt der Abtei Santa Maria of Medellin, der das Amt von 2016 bis 2024 innehatte.

## Ordensprovinzen

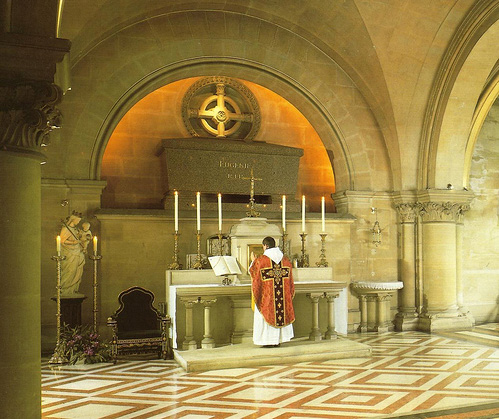
Grab von Eugénie de Montijo in der Saint Michael’s Abbey (englische Provinz)

Der Orden ist in 7 Provinzen und eine Pro-Provinz aufgeteilt (Stand Juni 2025):
- Italienische Provinz,
- Englische Provinz,
- Flämisch-Holländische Provinz,
- Französische Provinz,
- Spanische Provinz,
- Provinz Afrika & Madagaskar,
- Vietnamesische Provinz und die
- Philippinische Pro-Provinz.

Außerdem gehören noch einige extraprovinzielle Klöster und die assoziierten Frauenklöster zur Kongregation.

## Generaläbte und Abtpräsides der Kongregation
nach
- Pietro Casaretto, 1867–1876
- Raffaele Testa, 1876–1880
- Nicola Canevello, 1880–1888
- Jordan Ballsieper, 1888–1890
- Romaricus Flugi von Aspermont, 1890–1896
- Domenico Serafini, 1896–1900
- Mauro Serafini, 1900–1920
- Benoît Gariador, 1920–1928
- Maur Etcheverry, 1928–1937
- Emanuele Caronti, 1937–1959
- Pietro Celestino Gusi, 1959–1966
- Gabriel Brasó, 1966–1978
- Mauro Elizondo, (Pro-Presidente) 1978–1980
- Denis Huerre, 1980–1988
- Gilbert Jones, 1988–1996
- Thierry Portevin, 1996–2004
- Bruno Marin, 2004–2016
- Guillermo Arboleda, 2016–2024
- Ignasi M. Fossas Colet, seit 2024

## Generalprokuratoren der Kongregation
nach
- Colombano Canevello 1867–1880
- Romarico Flugi von Aspermont 1880–1890
- Léandre Lemoine 1890
- Domenico Serafini 1892–1896
- Romarico Flugi von Aspermont 1896–1904
- Benedetto Lopez (Pro-proc. 1904–1912) 1904–1920
- Emanuele Caronti 1920
- Gerardo Fornaroli 1920–1923
- Romualdo Simó 1923–1927
- Atanasio Bagnara 1927–1928
- Paolo Ferreti 1928–1938
- Arsenio De Nicola 1938–1946
- Pietro Celestino Gusi 1946–1947
- Louis Arnal 1947–1953
- Cyprien Copens 1953–1956
- Louis Arnal 1956–1968
- Giovanni Lunardi 1968–1974
- Giuseppe Tamburrino 1974–1982
- Giovanni Lunardi 1982–1983
- Anselmo Bussoni 1983–1986
- Fabian Binyon 1986–1988
- Ireneo Sisti 1988–1989
- Mayeul De Dreuille 1989–1999
- Mark Hargreaves 2000–2001
- Paolo Fassera 2001–2004
- Christophe Vuillaume 2005–2007
- Ghislain Lafont 2007–2009
- Ambrose Flavell 2009–2011
- Mark Hargreaves 2011–2014
- Luigi Tiana 2014–2019
- Paolo Maria Gionta seit 2019